# Grève belge de 1886

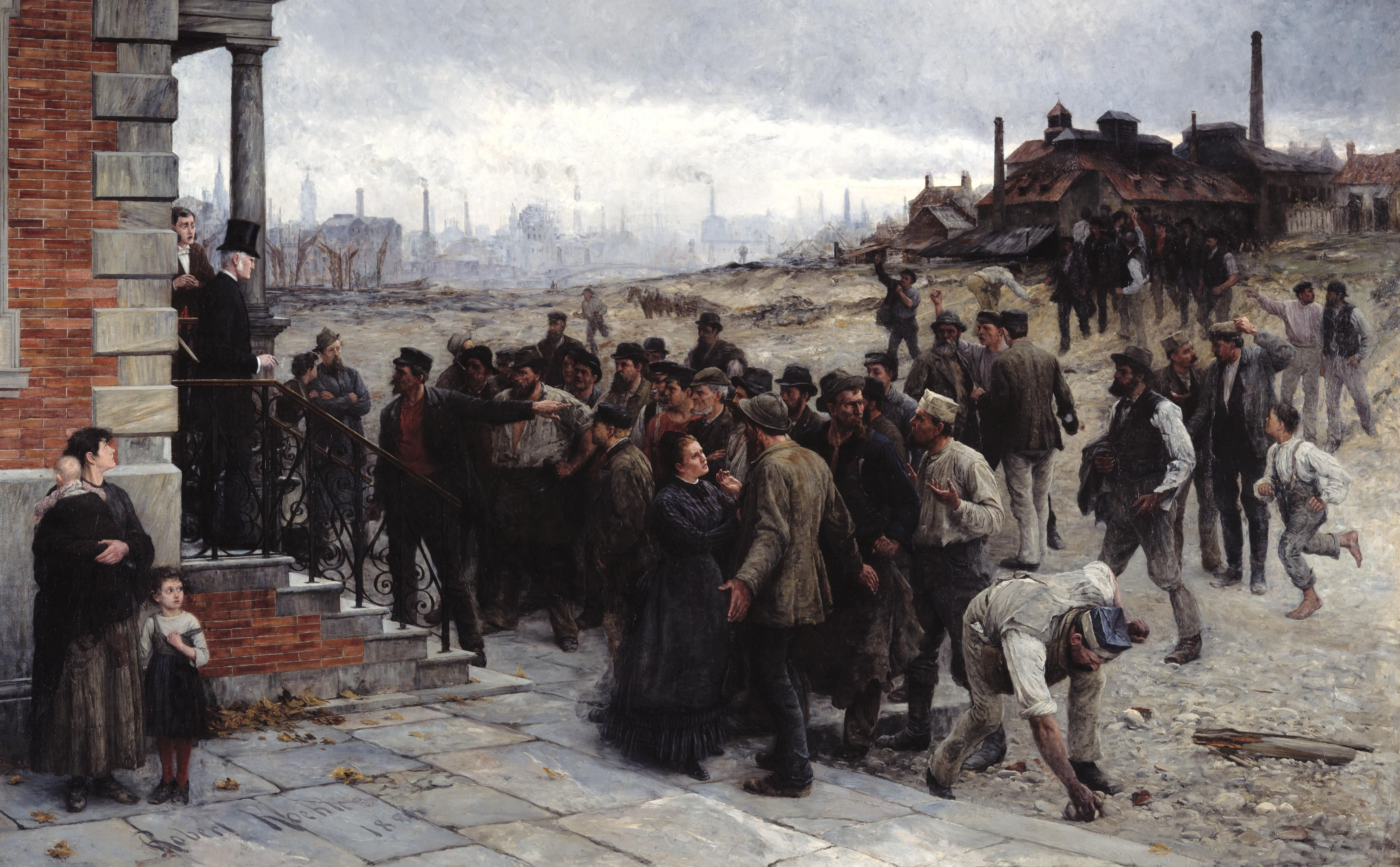
La Grève au pays de Charleroi (1886) de Robert Koehler.

La grève belge de 1886, ou révolte sociale de 1886, désigne une vague d'émeutes et de grèves ouvrières insurrectionnelles du 18 au 29 mars 1886 en Belgique, principalement dans les bassins industriels des provinces de Liège, de Hainaut et de Namur.
La révolte est provoquée par des inégalités sociales grandissantes dans un contexte de crise économique,.
Sans encadrement politique mais avec des syndicats naissants, il s'agit sans doute de la première grande révolte ouvrière dans la Belgique industrielle. Elle est réprimée dans le sang, plusieurs dizaines de morts étant parmi les insurgés.

## Contexte
En 1886, la Belgique traverse une grave crise économique : forte baisse des salaires, chômage généralisé, journée de treize heures pour ceux qui ont du travail et absence de politique sociale,.

### Politique
Le suffrage censitaire est à cette époque d'application en Belgique. Seul ceux qui payent le plus d'impôts disposent du droit de vote. Autrement dit, 2% de la population détiennent le droit de se rendre aux urnes. Les ouvriers ne sont pas représentés durant les élections, n'ayant pas assez de revenus pour payer le cens. Le parti catholique remporte les élections cette année-là face au parti libéral, l'autre grand parti du moment.

### Social
Les conditions de vie sont déplorables. Les foyers sont chargés d'humidité, les infections et les maladies se propagent rapidement et les logements sont souvent étroits pour les familles, qui s'entassent dans une seule pièce.
Les ouvriers dépendent des patrons, qui ont le sort de leurs salariés entre les mains. Ils peuvent les engager et les renvoyer à leur convenance, en fonction du marché, en vue de produire un maximum de bénéfice. Habituellement, le logement dans lequel les travailleurs vivent est propriété du patron de l'entreprise pour lesquels ils travaillent. Lorsqu'un employé se fait congédier, il perd donc également sa maison. Aucune aide sociale n'est mise en place pour l'aider à vivre, et son sort dépend des œuvres de bienfaisance ou des hautes familles bourgeoises.
Les modalités de travail sont laborieuses pour les hommes, les femmes et pour les enfants. Des jeunes de 12 à 14 ans se retrouvent à œuvrer dans les charbonnages pendant plus de 12 heures par jour sans empocher assez d'argent pour subvenir à leurs besoins primaires.
Ces facteurs enclencheront en Belgique en 1886 des grèves ouvrières. Les travailleurs exigent davantage de considérations. Les mineurs sont nombreux à être malades et sont traités comme des animaux et remplacés par des ouvriers étrangers, qui sont dans de pires conditions. Un travail est dur à trouver. La diminution du salaire n'est prévenue que lorsqu'ils le reçoivent. Ils exigent une rectification positive des caisses de pension.

## Grèves

### À Liège et environs

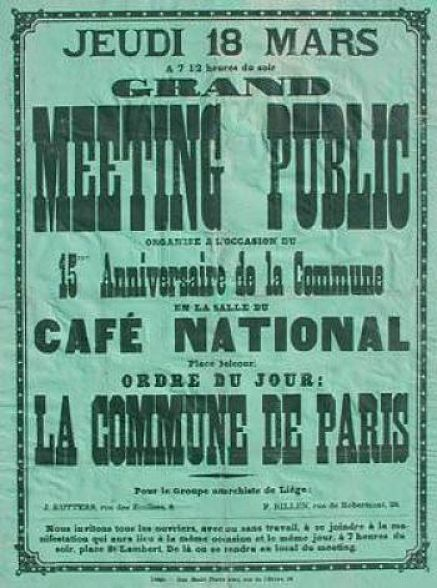
L'affiche du Groupe anarchiste révolutionnaire de Liège.

Le 17 mars, un groupe d'anarchistes colle sur les murs de la ville un bon nombre d’affiches faisant appel aux travailleurs,. Ces affiches mettent en avant les conditions de vie auxquelles les ouvriers sont confrontés. Voici un passage de cette affiche « Continuerons-nous à laisser nos femmes et nos enfants sans pain, quand les magasins regorgent de richesses que nous avons créées. Laisserons-nous éternellement la classe bourgeoise jouir de tous les droits, de tous les privilèges et refuser toute injustice et toute liberté à ceux qui la nourrissent, à la classe des producteurs ». Ce groupe d’anarchistes donne rendez-vous aux ouvriers le jeudi 18 mars à la place Saint-Lambert pour célébrer le 15e anniversaire de la commune de Paris.
Jules d'Andrimont, le bourgmestre libéral de Liège, autorise la manifestation car selon lui, le groupement anarchiste « était d’étendue et d’activité aussi récente que faible ». Pour cette raison, le bourgmestre prévoit 22 agents de police sur les lieux.
Le jeudi 18 mars les ouvriers se rassemblent et sont plus nombreux que prévu. Contre toute attente, plusieurs milliers d'ouvriers, de jeunes chômeurs, des femmes, répondent à l'appel des anarchistes liégeois dont Jean-Joseph Rutters et Édouard Wagener. La foule crie : « Vive la République ! », « Vive la Commune », « Vive l'ouvrier ! », tandis qu'on chante La Marseillaise,.
Le cortège commence à 19 heures et dure une demi-heure, sans débordement. À 19 h 30, les ouvriers sont réunis sur la place Saint- Lambert. L’agitation commence à se faire sentir. Wagener, l’un des membres du groupe anarchiste prend la parole et prononce un discours : « Citoyens ouvriers, vous venez de passer par les rues les plus riches de la ville. Qu’avez-vous vu ? Du pain, de la viande, des richesses et des vêtements. Eh bien ! Qui a procuré cela ? Est-ce vous ? (…) Vous tous crevez de faim, vous n’avez pas à manger, vous n’avez rien sur le corps. Non ! non ! Eh bien, vous êtes des lâches ». À la suite de ces paroles un deuxième cortège a lieu.
Trois à quatre mille personnes manifestent, harcelées par la police, la gendarmerie, la garde civique (milice bourgeoise), les charges de cavalerie. Lors du passage du cortège dans les quartiers riches de la ville, des boutiques sont pillées. Cette fois, en moins de 10 minutes des vitrines de magasins sont brisées, les enfants lancent des pierres dans les magasins ouverts, les biens publics sont saccagés, du pétrole enflammé est projeté sur les gendarmes à cheval. Des coups de feu sont échangés. La police n'a pas le temps d'intervenir.
À 20 h 30, les autorités communales se rassemblent à l’Hôtel de ville. Le bourgmestre d'Andrimont envoie les gendarmes et une compagnie de chasseurs au « Quai des pêcheurs » (aujourd’hui, quai Édouard Van Beneden) qui se situe près de la place Delcour pour empêcher tout autre débordement. Des bagarres ont lieu et les manifestants se dirigent vers les rues voisines. Plus ou moins 500 manifestants se trouvent au centre-ville où des scènes de pillage et de violence ont lieu.
À 21 h 30, les gendarmes ainsi que le bourgmestre arrivent sur la place Saint-Lambert accueillis par des huées. Des arrestations ont lieu. Affrontements et pillages durent toute la nuit : 17 blessés, dont 6 du service d'ordre, 104 immeubles endommagés. Wagener et 46 autres personnes sont arrêtées. Le lendemain, le calme revient.
Sans relation directe avec les événements de la veille, le lendemain, les mineurs du Charbonnage de la Concorde de Jemeppe-sur-Meuse arrêtent le travail. Ils réclament une augmentation de salaire.
Le 20 mars, les arrêts de travail se poursuivent jusqu’à Ougré, Seraing, Flemalle et Tilleur malgré les mobilisations de l’armée qui tente de prévenir les regroupements spontanés. Plus les grèves se répandent et plus la violence augmente,. Afin d’éviter l’extension de la grève, « tous les passages entre les deux rives du fleuve sont filtrés ; seul un laisser-passer délivré par les bourgmestres donne une possibilité de communication ».
Dans les jours qui suivent, les autorités rassemblent des renforts de carabiniers, de lignards, de lanciers et des pelotons de marche de la gendarmerie venant de Bruxelles, Namur, Louvain, Waremme, Aywaille, Louveigné, du Limbourg et du Luxembourg. « Une véritable petite armée - flanquée de batteries d’artillerie, de compagnies du génie et des services d’intendance » selon l'historien Frans van Kalken.
Dans le bassin de Seraing, la cavalerie est composée de 120 hommes. Le bassin de Seraing est alors comme en état de siège. L’armée et la gendarmerie occupent les points stratégiques : maisons communales, gares, carreaux de charbonnages, passages à niveau.
Ils sont disposés à une certaine distance les uns des autres pour assurer la sécurité des propriétés et des grandes industries. La sécurité est dure à établir car les groupes d’anarchistes débarquent par groupe de 100 à 150 personnes pour détruire les lieux.
Dans la nuit de samedi à dimanche, des pillages ont lieu à Jemeppe, Tilleur et Saint-Nicolas. Ici, des maisons, des magasins, sont pillés et volés. Les gendarmes ne sont pas suffisants, des appuis arrivent de Namur, Louvain et Liège. Le dimanche après-midi, une réunion a lieu à Seraing. Leermans, le conseiller communal, prononce un discours en faveur du suffrage universel. Il demande également aux ouvriers de se calmer.
À la suite de ces mouvements, des arrêtés communaux sont communiqués. Les fenêtres et portes donnant sur la voie publique doivent être fermées, on ne peut plus circuler librement, il faut un permis de circulation du bourgmestre. Les bourgmestres des périphéries de Liège ont par arrêtés imposé aux tenanciers de bars de fermer à 19 h. Malgré ces mesures, la grève se propage dans les charbonnages.
Le 24 mars, le tribunal correctionnel de Liège condamne à des peines allant de quatre à seize mois de prison une quarantaine de prévenus, inculpés d’avoir pris part à « l’affaire des anarchistes du 18 ». En tout, 77 condamnations sont prononcées.
À partir du 25 mars, le calme revient à Liège et certains ouvriers reprennent le travail.

### Dans le Hainaut

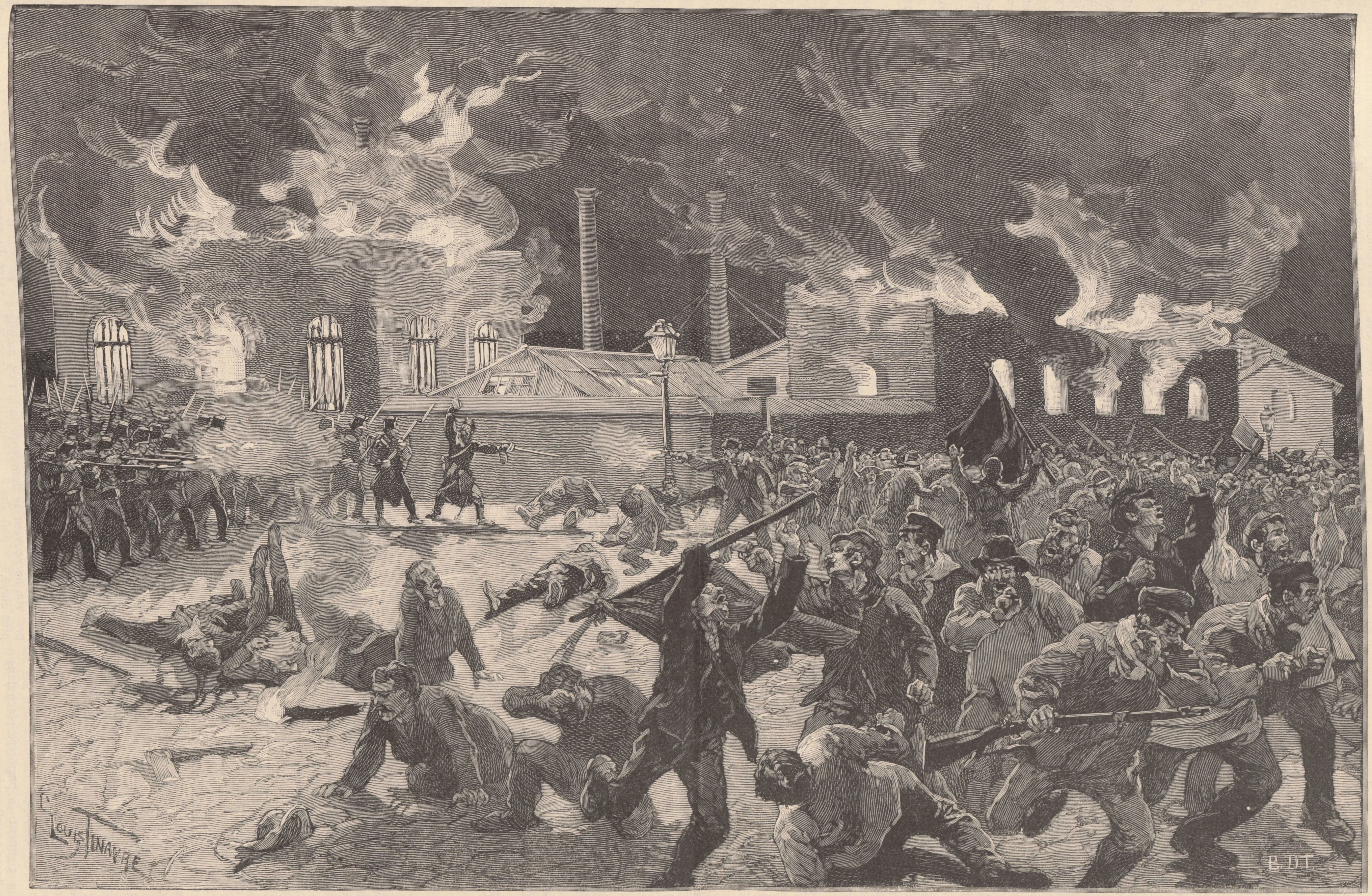
La « fusillade de Roux » du 29 mars 1886 (Le Monde illustré du 10 avril 1886).

Le 25 mars, à Charleroi, un début de grève au charbonnage du Bois Communal de Fleurus a lieu en raison de la remise du salaire de la veille. Les ouvriers étaient mécontents de ne pas voir leur salaire augmenter. Tôt dans la matinée, 190 ouvriers partent du charbonnage et se dirigent vers la société du Nord de Gilly. Ils demandent que la trait du matin soit remontée sous peine de couper les cordes. Beaucoup d’ouvriers arrêtent leur travail, d’autres rentrent chez eux. Le groupement se rend dans tous les charbonnages pour y faire arrêter le travail et exiger que les ouvriers remontent de la fosse. Il y a beaucoup de violence. Les grévistes menacent les ouvriers désirant continuer le travail de couper les cordes ou encore de les jeter dans la fosse. À 15 heures, le mouvement rassemble 500 à 600 personnes. Lors de cette journée environ 30 arrestations ont lieu.
Le 26 mars 1886, les houillères du bassin de Charleroi cessent leur activité. Un rassemblement a lieu à 9h sur la place de Gilly où un millier de personnes répondent à l’appel. La plupart des grévistes sont armés d’objets dangereux.
À 10 h, la foule commence à se déplacer. D’abord vers les Usines Robert directement mises à l’arrêt. Ensuite, à la verrerie Brasseur saccagée et mise à l’arrêt également. Ce sont ensuite deux puits d’extraction du Mambourg qui sont mis à l’arrêt. Les ouvriers au chômage n’avaient pas peur de détruire le matériel car il n’était plus symbole de leur salaire étant donné que ce matériel n’était désormais accessible qu’à quelques personnes. Ils n’avaient non seulement pas peur de le détruire mais il était nécessaire de le faire.
Dans l’après-midi du 26 mars, des mineurs en grève organisent des piquets volants et arrêtent les laminoirs, les fonderies et les verreries de la région. Le bourgmestre de Charleroi, Jules Audent, leur interdit l'accès au centre de la ville. Les ouvriers se replient vers les usines dans les faubourgs de la ville.
Deux groupes de grévistes se forment à Charleroi-Nord : Le premier se rend à la verrerie Jonet où tout ce qui peut être détruit l’est, la production vitrière finie ou semi-finie, les fours, les verres en fusion… tout est saccagé. Le même sort est réservé aux autres verreries de la commune. Le deuxième groupe se rend à Dampremy et investit les entreprises verrières. Le groupe enjoint aux ouvriers de cesser leur travail avant de vandaliser les lieux.
Vers 16 h à Jumet, entre 5 000 et 6 000 personnes se rendent à la verrerie Baudoux. La foule est comme atteinte de folie tant la haine est immense. Absolument tout est détruit par le feu. Après cela, la foule s’en prend au château de M. et Mme Baudoux, si grand qu’il ne déclenche que plus de colère dans la foule qui s’empresse d’investir les lieux pour tout saccager et dérober les vins et champagnes, la soierie, les habits de cérémonie et les penderies. Les pertes sont évaluées à 2 millions.
Non loin de la demeure Baudoux se trouve la demeure patronale de Mondron où toute la famille est réunie. Les ouvriers s'attroupent autour de la maison mais Mondron réussit à les faire partir en leur donnant de l’argent et du pain.
Pendant ce temps-là, aux environs de 20 h, la brasserie Binard du bourgmestre de Châtelineau, les verreries de l'Étoile, les hauts-fourneaux de Monceau, du Ruau et du puits no 4 de Martinet subissent le même sort. À 21 h, les grévistes se rendent à la glacerie de Roux où l’établissement est détruit par le feu.
Le 27 mars, la région de Charleroi est placée en état de siège. Le gouvernement rappelle alors 22 000 réservistes de l'armée et charge le lieutenant-général Alfred van der Smissen de rétablir l'ordre. À 7 h, Vander Smissen et les troupes arrivent à Charleroi. Il donne l’ordre d’arrêter à tout prix les émeutes et autorise tous les habitants à s’armer afin d’assurer eux-mêmes leur défense. C’est alors que des patrouilles bourgeoises s’organisent. Les bourgeois s’arment de fusils de chasse et de revolvers.
Alfred van der Smissen donne ainsi l'ordre de tirer sur les grévistes sans sommation et une nouvelle fusillade a lieu dans la journée à Roux, lorsque des grévistes croisent une patrouille de bourgeois. Une dizaine de personnes sont mortes.
Le mouvement de colère prend de l’extension dans tout le bassin Carolo : À Marcinelle, Fleurus, Ransart, Gilly, Soleilmont, Marchienne, Courcelles, les charbonnages, demeures patronales et abbayes sont toutes saccagées. La dispersion de la foule dans toutes ces communes de la région rend impossible la protection des lieux par les autorités.
À la demeure du directeur du charbonnage de Trieu-Kaisin, plusieurs hommes tentent de s’introduire. Un soldat posté à la fenêtre du premier étage ouvre le feu. Il tue deux d’entre eux et fait un blessé grave. Ce soir-là, une affiche est collée dans toutes les rues de Charleroi, le bourgmestre invite les gens à rester chez eux.
Le 29 mars 1886, le lieutenant-général Vander Smissen triomphe sur les émeutes. On compte plus d’une vingtaine de morts parmi les manifestants dont douze tués dans la seule « fusillade de Roux »,, et des centaines de blessés.
À partir du 30 mars, Charleroi connait une détente plutôt complète hormis quelques échauffourées. Les funérailles des grévistes morts durant les fusillades ont lieu. Vander Smissen prévient que les funérailles n’auront pas intérêt à être le lieu de nouvelles émeutes.